# Duna Ghali
Duna Ghali (født 1963 i Basra, Irak) er irakisk-dansk forfatter og oversætter, bosat i Danmark siden 1992. Hun debuterede på arabisk i 1998 med novellesamlingen Krigens bog (Harb-nâmeh). Hendes danske debut var den dansk-arabiske tekstsamling Sene opdagelser, små sejre (2004).
Udover sit forfattervirke oversætter Duna Ghali også dansk skønlitteratur til arabisk og har også oversat adskillige danske børnebøger til arabisk. Hun har modtaget stipendier, arbejdslegater og rejselegater fra Statens Kunstfond og Statens Kunstråd.
Udgav i 2016 kogebogen Mesopotamia i samarbejde med Fanan Imad på Gyldendal.

## Skønlitterære udgivelser på dansk
- Det mindste fravær (2024) - Det aarhusianske forlag Herman & Frudit - digtsamling
- Skæringspunkt (2012) - Forlaget Per Kofod - roman
- En have med duft af mand (2007) - Samleren - digtsamling
- Sene opdagelser, små sejre (2004) - Samleren - digtsamling

## Skønlitterære udgivelser på arabisk
- Janub [Syd] (2023) - Dar al-Mada, Bagdad - roman
- Shiraa waqif bi ain al hawaa [I modvind] (2022) - Atlas Books, Syrien - digtsamling
- Batnuha al-ma’wa [Tilflugtssted] (2017) - Almuttawassit Books, Milano - roman
- La taqsasi al-qisas yawm al-arbaa [Fortæl ikke historier om onsdagen] (2016) - Almuttawassit Books, Milano - tekstsamling
- Tilka al-marawih alati tulawih min baid [Vindmøller der vinker fra afstand] (2015) - Dar Sanabil, Kairo - digtsamling
- Manazil al-wahshah [Ensomhedens huse] (2013) - Dar al-Tanweer, Beirut - roman
- Al-sa’am yatallawwan [Monotoni skifter farve] (2009) - Dar Tawa, London - tekstsamling
- Hadiqa bi’utur rajoul [En have med duft af mand] (2008) - Dar al-Mada, Damaskus - digtsamling
- Hadiqa bi’utur rajoul [En have med duft af mand] (2007) - Al-madjlis al-aala lil-thaqafeh, Kairo - digtsamling
- Indama tastayqiz al-raihah [Når duften vågner] (2006) - Dar al-Mada, Damaskus - roman
- Iktishafaat muta’akhirah, intisaaraat saghirah [Sene opdagelser, små sejre] (2004) - Samleren, København - tekstsamling
- Al-nuqtah al-ab’ad [Et sted langt borte] (2000) - Dar al-Mada, Damaskus - roman
- Harb-nâmeh [Krigens bog] (1998) - Dar al-Mada, Damaskus - novellesamling

## Oversættelser fra dansk til arabisk
- [Hvis døden har taget noget fra dig så giv det tilbage – Carls bog] (2019) af Naja Marie Aidt - Almuttawassit Books, Milano
- [Hærværk] (2018) af Tom Kristensen - Almuttawassit Books, Milano - roman
- [Lys], [Græs], [Digt om døden] (2015) af Inger Christensen - The National Center for Translation in Cairo, Kairo - digte
- [Tilfældets gud] (2013) af Kirsten Thorup - The National Council for Culture, Arts and Letters, Kuwait - roman
- [Bonsai] (2012) af Kirsten Thorup - Dar al-Mada, Damaskus - roman
- [Det er angsten i det indre der kaster alfabetets skygger på papiret 1988-2007] (2010) af Peter Laugesen - Bidayat, Damaskus, med støtte fra Det Danske Institut i Damaskus - digte
- [H.C. Andersen – Historier og Eventyr] (2006) af H.C. Andersen - Dar al-Mada, Damaskus, i samarbejde med Det Kongelige Bibliotek - eventyr
- [At skrive er en kærlighedshandling] (2005) - H.C. Andersens dagbøger og almanakker - Thorvaldsens Museum